# ActiveVirusShield
ActiveVirusShield — бесплатный антивирусный продукт AOL на базе Антивируса Касперского 6.
Программа включает в себя:
- Резидентный файловый монитор (сканер по доступу);
- Компонент, защищающий электронную почту получаемую по протоколам POP3, IMAP4 и отправляемую по протоколу SMTP;
- Антивирусный сканер с возможностью сканирования по расписанию и с заданием предопределённых задач сканирования (критические объекты, объекты автозапуска), а также возможность создавать свои собственные задачи.

Созданный на основе Антивируса Касперского 6, он отличается от него оформлением, наличием (пока) только англоязычной версии и отсутствием некоторых компонентов:
- Проактивная защита;
- Защита интернет соединений.

Антивирус бесплатный для загрузки для всех пользователей (членство в AOL не требуется), для работы необходим лицензионный номер, высылаемый на адрес электронной почты.
Последние версии антивируса поддерживают 32- и 64-битные версии MS Windows Vista.
Начиная с 1 августа 2007 года возможность получать активационные ключи и скачать дистрибутив с сайта AOL закрыта, вместо AVS подписчикам AOL предлагается скачать и установить McAfee Virus Scan Plus — специальное издание от AOL, также доступного им платно.